# Hugo Pastor Corro
Hugo Pastor Corro (* 5. November 1953 in Mendoza; † 15. Juni 2007) war ein argentinischer Profiboxer und Weltmeister im Mittelgewicht der WBA und WBC.
Corro gab sein Profidebüt 19-jährig am 30. August 1973 gegen den Chilenen Gaston Diet und gewann durch technischen K. o. in Runde 6. Seine ersten 32 Kämpfe bestritt er in seiner Heimat Argentinien, wobei er 29 Kämpfe gewann, einen Unentschieden boxte und zwei verlor. Sein Unentschieden erzielte er dabei bereits in seinem zweiten Kampf gegen Pedro Bazán. In seinem 14. Kampf im November 1974, erlitt er die erste Niederlage seiner Karriere; er verlor durch K. o. in Runde 8 gegen Hugo Saavedra, gewann jedoch den Rückkampf durch Punktesieg. Seine zweite Niederlage, diesmal nach Punkten, erlitt er im Mai 1976 gegen Norberto Cabrera, den er sechs Monate zuvor noch durch Punktesieg geschlagen hatte.
Am 8. Oktober 1976 boxte er erstmals außerhalb seines Landes und besiegte in Madrid den Spanischen Meister Francisco Rodríguez durch technischen K. o. in Runde 2. Am 10. Dezember 1976 wurde er Argentinischer Meister im Mittelgewicht, nachdem er Julio Medina vorzeitig ausknocken konnte. Am 9. Mai 1977 gewann er in Peru den Südamerikanischen Meistertitel durch Punktesieg gegen Marcelo Quiñonez. Nach Titelverteidigungen gegen Pedro César Duarte, Norberto Fleitas und Antonio Alejandro Garrido, erkämpfte er sich die Chance auf einen WM-Kampf. In der Zwischenzeit hatte er zusätzlich neun Nichttitelkämpfe gewonnen.
Am 22. April 1978 boxte er in Italien gegen den schlagstarken Rodrigo Valdez, der die Weltmeistertitel der WBA und WBC hielt. Corro dominierte den Kampf und gewann schließlich einstimmig nach Punkten. Die Titel verteidigte er am 5. August 1978 durch einstimmigen Punktesieg gegen den in 28 Profikämpfen ungeschlagenen US-Amerikaner und Olympiasieger von 1968, Ronnie Harris. Am 11. November 1978 kam es zum Rückkampf mit Rodrigo Valdez, den Corro erneut durch Punktesieg gewann.
In seiner dritten Titelverteidigung am 30. Juni 1979 verlor er seine WM-Gürtel durch Punkteniederlage an Vito Antuofermo. Anschließend bestritt er nur noch acht Kämpfe, von denen er vier verlor. Eine dieser Niederlagen kam gegen den schlagstarken Juan Roldán zustande, dem der einzige offizielle Niederschlag der Boxlegende Marvin Hagler zugerechnet wird. Im Februar 1989 beendete er schließlich seine Karriere.
Am 15. Juni 2007 starb er an einer Lebererkrankung.